# Club de Futbol Recambios Colón
El Club de Futbol Recambios Colón Catarroja, de vegades citat com a Recambios Colón Club Deportivo, conegut com a Recambios Colón, és un equip de futbol valencià amb seu a Catarroja, al País Valencià. Fundat l'any 2003, juga a Tercera Divisió RFEF – Grup 6, i juga com a local al Complex Poliesportiu El Perdiguer d'Aldaia.

## Història
Fundada l'any 2003 com a secció de futbol de treballadors de l'empresa homònima, el Recambios Colón va jugar a Catarroja fins a traslladar-se a Sedaví. L'any 2015 va arribar per primera vegada a Tercera Divisió després d'aconseguir l'ascens des de la Regional Preferent als play-off.
L'any 2017, el Recambios Colón va canviar el nom de CF Recambios Colón València a CF Recambios Colón Catarroja, per reflectir la ubicació original de l'empresa propietària del club. Va patir el descens el 2018, però va tornar a la quarta categoria immediatament després de quedar primer del seu grup a Preferent.

### Historial de noms
- Club de Fútbol Recambios Colón València – (2003–2017)
- Club de Fútbol Recambios Colón Catarroja – (2017-present)

## Temporada a temporada
| Temporada | Nivell | Divisió    | Lloc    | Copa del Rei |
| --------- | ------ | ---------- | ------- | ------------ |
| 2003–04   | 7      | 2a Reg.    | 2n      |              |
| 2004–05   | 7      | 2a Reg.    | 2n      |              |
| 2005–06   | 6      | 1a Reg.    | 4t      |              |
| 2006–07   | 6      | 1a Reg.    | 5è      |              |
| 2007–08   | 6      | 1a Reg.    | 4t      |              |
| 2008–09   | 6      | 1a Reg.    | 2n      |              |
| 2009–10   | 5      | Reg. Pref. | 8è      |              |
| 2010–11   | 5      | Reg. Pref. | 14è     |              |
| 2011–12   | 5      | Reg. Pref. | 10è     |              |
| 2012–13   | 5      | Reg. Pref. | 8è      |              |
| 2013–14   | 5      | Reg. Pref. | 4t      |              |
| 2014–15   | 5      | Reg. Pref. | 2n      |              |
| 2015–16   | 4      | 3a         | 16è     |              |
| 2016–17   | 4      | 3a         | 14è     |              |
| 2017–18   | 4      | 3a         | 21è     |              |
| 2018–19   | 5      | Reg. Pref. | 1r      |              |
| 2019-20   | 4      | 3a         | 8è      |              |
| 2020–21   | 4      | 3a         | 6è / 4t |              |
| 2021–22   | 5      | 3a RFEF    |         |              |

- 5 temporades a Tercera Divisió
- 1 temporada a Tercera Divisió RFEF

## Estadi
Després de jugar a Catarroja en els inicis del club, Recambios Colón va jugar a l'Estadi Poliesportiu Municipal de Sedaví de Sedaví (amb un aforament de 1.000 persones), fins que l'any 2017 es va traslladar al Complex Poliesportiu El Perdiguer (amb la mateixa capacitat) d'Aldaia.